# Wahlkreis Weimarer Land I – Saalfeld-Rudolstadt III
Der Wahlkreis Weimarer Land I – Saalfeld-Rudolstadt III (Wahlkreis 30) ist ein Landtagswahlkreis in Thüringen.
Er umfasst vom Landkreis Weimarer Land die Gemeinden Am Ettersberg, Bad Berka, Ballstedt, Bechstedtstraß, Blankenhain, Buchfart, Daasdorf a. Berge, Döbritschen, Ettersburg, Frankendorf, Großschwabhausen, Hammerstedt, Hetschburg, Hohenfelden, Hopfgarten, Isseroda, Kapellendorf, Kiliansroda, Kleinschwabhausen, Klettbach, Kranichfeld, Lehnstedt, Magdala, Mechelroda, Mellingen, Mönchenholzhausen, Nauendorf, Neumark, Niederzimmern, Nohra, Oettern, Ottstedt a. Berge, Rittersdorf, Tonndorf, Troistedt, Umpferstedt, Vollersroda und Wiegendorf sowie vom Landkreis Saalfeld-Rudolstadt die Gemeinde Uhlstädt-Kirchhasel. Bei der Landtagswahl 1994 hieß der Wahlkreis noch Weimar-Land I/Schwarzakreis III.

## Landtagswahl 2024
Die Landtagswahl fand am 1. September 2024 statt. Sie hatte folgendes endgültige Ergebnis:
| Gegenstand der Nachweisung | Gegenstand der Nachweisung | Erst- stimmen | Erst- stimmen | Zweit- stimmen | Zweit- stimmen |
| Bewerber                   | Partei                     | Anzahl        | %             | Anzahl         | %              |
| -------------------------- | -------------------------- | ------------- | ------------- | -------------- | -------------- |
| Wahlberechtigte            | Wahlberechtigte            | 39360         | 39360         | 39360          | 39360          |
| Wähler                     | Wähler                     | 31192         | 31192         | 31192          | 79,2           |
| Ungültige Stimmen          | Ungültige Stimmen          | 00769         | 02,5          | 00294          | 00,9           |
| Gültige Stimmen            | Gültige Stimmen            | 30423         | 97,5          | 30898          | 99,1           |
| davon                      |                            |               |               |                |                |
| Benjamin-Immanuel Hoff     | DIE LINKE                  | 04835         | 15,9          | 03807          | 12,3           |
| Brunhilde Nauer            | AfD                        | 11629         | 38,2          | 10312          | 33,4           |
| Mike Mohring               | CDU                        | 09461         | 31,1          | 06837          | 22,1           |
| Dirk Slawinsky             | SPD                        | 02406         | 07,9          | 01620          | 05,2           |
|                            | GRÜNE                      |               |               | 00853          | 02,8           |
|                            | FDP                        | 00453         | 01,5          |                |                |
|                            | TIERSCHUTZ hier!           | 00357         | 01,2          |                |                |
|                            | ÖDP / Familie ..           | 00044         | 00,1          |                |                |
|                            | PIRATEN                    | 00078         | 00,3          |                |                |
|                            | MLPD                       | 00027         | 00,1          |                |                |
|                            | BÜNDNIS DEUTSCHLAND        | 00161         | 00,5          |                |                |
|                            | BSW                        | 05463         | 17,7          |                |                |
|                            | FAMILIE                    | 00178         | 00,6          |                |                |
| Gerd Gunstheimer           | FREIE WÄHLER               | 02092         | 06,9          | 00503          | 01,6           |
|                            | WU                         |               |               | 00205          | 00,7           |

## Landtagswahl 2019
Die Landtagswahl fand am 27. Oktober 2019 statt.
| Direktkandidat   | Partei                         | Wahlkreisstimmen in % | Landesstimmen in % |
| ---------------- | ------------------------------ | --------------------- | ------------------ |
| Mike Mohring     | CDU                            | 31,2                  | 24,2               |
| Robin Schünemann | DIE LINKE                      | 24,4                  | 28,0               |
| Jens Hoffmann    | SPD                            | 7,2                   | 6,7                |
| Torben Braga     | AfD                            | 25,4                  | 25,1               |
| Carl Eisenbrandt | GRÜNE                          | 5,2                   | 4,6                |
| –                | NPD                            | –                     | 0,6                |
| Patrick Martin   | FDP                            | 6,2                   | 6,3                |
| –                | PIRATEN                        | –                     | 0,3                |
| –                | Die PARTEI                     | –                     | 0,9                |
| –                | KPD                            | –                     | 0,1                |
| –                | TIERSCHUTZ hier!               | –                     | 1,0                |
| –                | BGE                            | –                     | 0,2                |
| –                | DIE DIREKTE!                   | –                     | 0,2                |
| –                | Blaue #Team Petry Thüringen    | –                     | 0,2                |
| –                | Graue Panther                  | –                     | 0,7                |
| –                | MLPD                           | –                     | 0,2                |
| –                | ÖDP                            | –                     | 0,4                |
| –                | Gesundheitsforschung           | –                     | 0,4                |
| Michael Wist     | Internationalistisches Bündnis | 0,3                   | –                  |

## Landtagswahl 2014
Die Landtagswahl in Thüringen 2014 erbrachte folgendes Wahlkreisergebnis:
| Name                              | Partei    | Anteil der Erststimmen |
| --------------------------------- | --------- | ---------------------- |
| Mike Mohring                      | CDU       | 44,7 %                 |
| Steffen Dittes                    | Die Linke | 28,6 %                 |
| Wilfried Regenhardt               | SPD       | 12,2 %                 |
| Stephanie Erben                   | GRÜNE     | 7,8 %                  |
| Sören Schmidt                     | NPD       | 6,7 %                  |
| Wahlberechtigte: 40.306 Einwohner |           |                        |
| Wahlbeteiligung: 59,8 %           |           |                        |

## Landtagswahl 2009
Bei der Landtagswahl in Thüringen 2009 traten folgende Kandidaten an:
| Name                              | Partei    | Anteil der Erststimmen |
| --------------------------------- | --------- | ---------------------- |
| Mike Mohring                      | CDU       | 34,9 %                 |
| Andreas Schuster                  | Die Linke | 25,0 %                 |
| Wilfried Regenhardt               | SPD       | 15,3 %                 |
| Frank Augsten                     | GRÜNE     | 9,1 %                  |
| Sandra Scherf-Michel              | FDP       | 9,4 %                  |
| Jan Morgenroth                    | NPD       | 6,3 %                  |
| Wahlberechtigte: 42.150 Einwohner |           |                        |
| Wahlbeteiligung: 61,0 %           |           |                        |

## Landtagswahl 2004
Bei der Landtagswahl in Thüringen 2004 traten folgende Kandidaten an:
| Name                              | Partei | Anteil der Erststimmen |
| --------------------------------- | ------ | ---------------------- |
| Mike Mohring                      | CDU    | 45,9 %                 |
| Andreas Schuster                  | PDS    | 27,6 %                 |
| Nico Janicke                      | SPD    | 14,9 %                 |
| Mario Wildner                     | GRÜNE  | 5,4 %                  |
| Andreas Johne                     | FDP    | 6,2 %                  |
| Wahlberechtigte: 42.709 Einwohner |        |                        |
| Wahlbeteiligung: 60,5 %           |        |                        |

## Landtagswahl 1999
Bei der Landtagswahl in Thüringen 1999 traten folgende Kandidaten an:
| Name                              | Partei | Anteil der Erststimmen |
| --------------------------------- | ------ | ---------------------- |
| Bärbel Vopel                      | CDU    | 51,5 %                 |
| Eberhard Lüdde                    | SPD    | 18,9 %                 |
| Klaus Dinor                       | PDS    | 18,0 %                 |
| Christine Meinecke                | GRÜNE  | 2,3 %                  |
| Michael Wahle                     | REP    | 3,2 %                  |
| Volker Jungklaus                  | FDP    | 2,2 %                  |
| Gerhard Pletat                    | VIBT   | 3,9 %                  |
| Wahlberechtigte: 40.018 Einwohner |        |                        |
| Wahlbeteiligung: 66,2 %           |        |                        |

## Bisherige Abgeordnete
Direkt gewählte Abgeordnete des Wahlkreises Weimarer Land I – Saalfeld-Rudolstadt III waren:
| Jahr | Name         | Partei | Anteil der Erststimmen |
| ---- | ------------ | ------ | ---------------------- |
| 2019 | Mike Mohring | CDU    | 31,2 %                 |
| 2014 | Mike Mohring | CDU    | 44,7 %                 |
| 2009 | Mike Mohring | CDU    | 34,9 %                 |
| 2004 | Mike Mohring | CDU    | 45,9 %                 |
| 1999 | Bärbel Vopel | CDU    | 51,5 %                 |
| 1994 | Bärbel Vopel | CDU    | 47,6 %                 |